# Knautia longifolia
Knautia longifolia là một loài thực vật có hoa trong họ Kim ngân. Loài này được KOCH mô tả khoa học đầu tiên..

## Hình ảnh

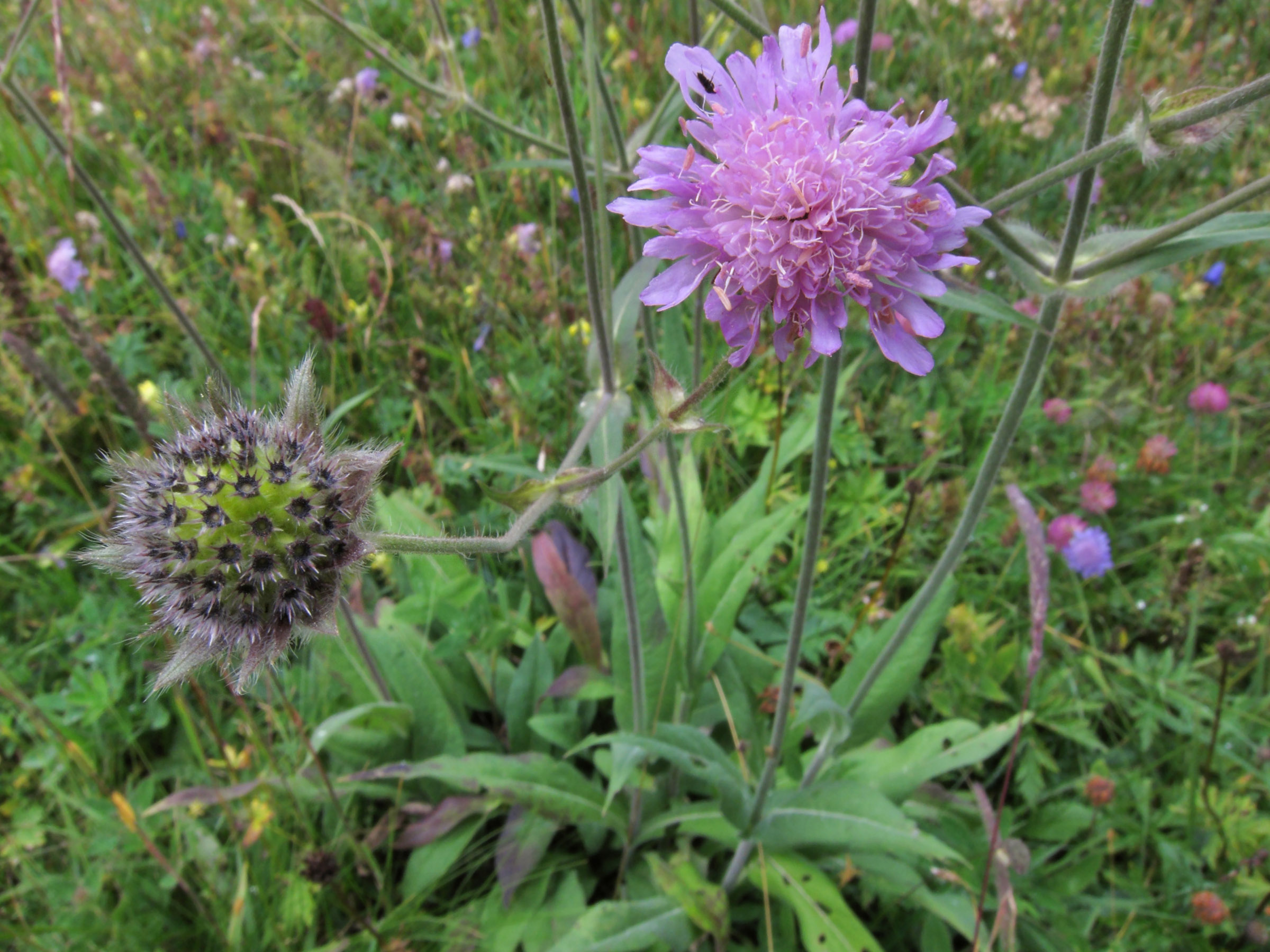